# イワウメ科

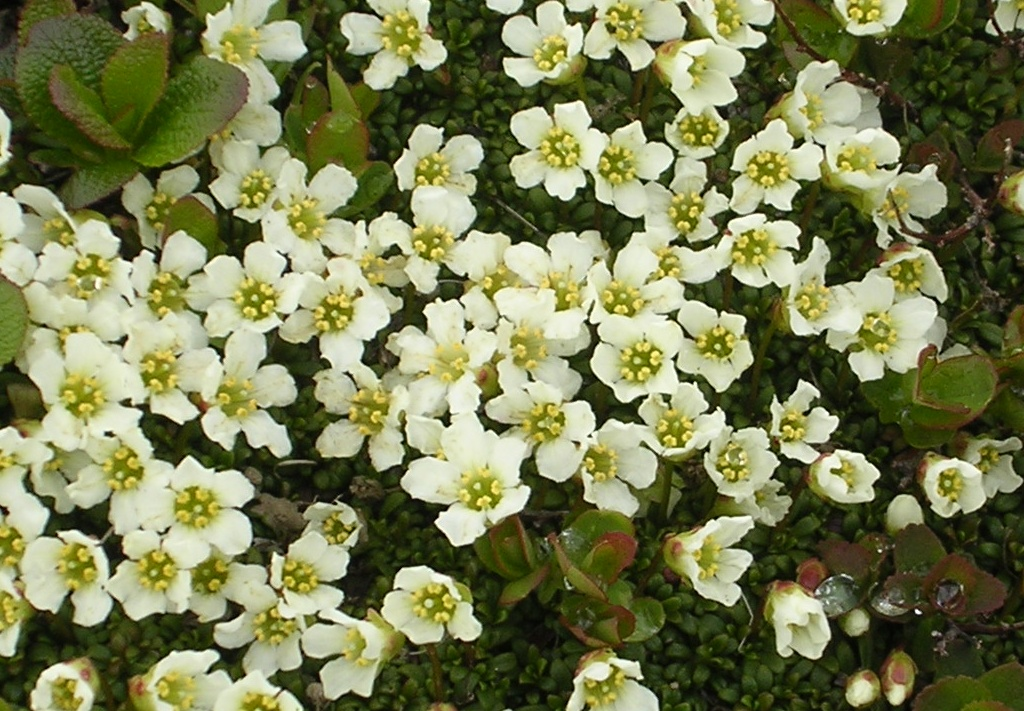
イワウメ

イワウメ科 (イワウメか、Diapensiaceae) は被子植物ツツジ目の科のひとつで、6-7属およそ20種が含まれる。日本にはイワウメ、イワウチワ、イワカガミなどが分布する。従来の分類では1科でイワウメ目とされることが多かった。

## 形態・分布
菌根性の草本あるいは低木、花は中型、花弁は5枚でやや合着し、雄蕊は5本。
北半球の高緯度地方から温帯にかけて分布する。日本では高山植物として知られるものが多い。

## 分類

### 属
6属を認める場合の例を示す。
- Berneuxia
- Diapensia　イワウメ属：イワウメ
- Galax
- Pyxidanthera
- Schizocodon　イワカガミ属：イワカガミ・ヒメイワカガミ
- Shortia　イワウチワ属：イワウチワ・シマイワカガミ

### APG植物分類体系
APG植物分類体系ではツツジ目の中にあり、エゴノキ科やハイノキ科に近いとする。
被子植物 Magnoliophyta
真正双子葉植物 eudicots
コア真正双子葉植物 core eudicots
キク類 asterids
ツツジ目 Ericales
イワウメ科 Diapensiaceae

### 従来の分類体系

#### クロンキスト体系
クロンキスト体系ではビワモドキ亜綱の中の単型目イワウメ目に属する。
被子植物門 Magnoliophyta
双子葉植物綱 Magnolliopsida
ビワモドキ亜綱 Dilleniidae
イワウメ目 Diapensiales
イワウメ科 Diapensiaceae

#### 新エングラー体系
新エングラー体系では合弁花類に入れ、やはり単型のイワウメ目を作る。
被子植物門 Angiospermae
双子葉植物綱 Dicotyledoneae
合弁花亜綱 Sympetalae
イワウメ目 Diapensiales
イワウメ科 Diapensiaceae